# Sveriges ambassad i Dar es-Salaam
Sveriges ambassad i Dar es-Salaam är Sveriges diplomatiska beskickning i Tanzania som är belägen i Dar es-Salaam. Beskickningen består av en ambassad, ett antal svenskar utsända av Utrikesdepartementet (UD) och lokalanställda. Ambassadör sedan 2022 är Charlotta Ozaki Macias.

## Verksamhet
Ambassadens uppgift är bland annat att stärka relationerna mellan Sveriges och Tanzanias regeringar. Utvecklingssamarbetet mellan Sverige och Tanzania är en annan del av ambassadens arbete.

## Fastigheten
Statens fastighetsverks (SFV:s) föregångare, Byggnadsstyrelsen, inbjöd i maj 1990 ett antal arkitektkontor att arbeta fram ett förslag på en ambassadbyggnad om 2000 kvadratmeters yta. Arkitekt Gunnar Mattssons förslag 'Skuggans lov' vann. Dagens byggnad är en vidareutveckling av det ursprungliga tävlingsförslaget och har framarbetats av Mattsson och Tina Wik. Den består av den centrala huvudbyggnaden och en servicebyggnad. SFV överlämnade i maj 1997 officiellt över de nya lokalerna för Sveriges och Finlands utrikesrepresentation i Tanzania till de två ländernas respektive utrikesdepartement. Ambassaden ligger i centrala Dar es-Salaam i en trädgårdsstadsdel där flera andra ambassader huserar.

## Beskickningschefer
| Namn                   | Period    | Funktion   | Anmärkning                                      |
| ---------------------- | --------- | ---------- | ----------------------------------------------- |
| Otto Rathsman          | 1962–1966 | Ambassadör | Sidoackrediterad från ambassaden i Nairobi.     |
| Carl Gustaf Béve       | 1966–1968 | Ambassadör | Sidoackrediterad från ambassaden i Nairobi.     |
| Sven Fredrik Hedin     | 1968–1973 | Ambassadör | Sidoackrediterad i Mogadishu från 1971.         |
| Knut Granstedt         | 1973–1977 | Ambassadör | Sidoackrediterad i Mogadishu. Maputo från 1975. |
| Lennart Eckerberg      | 1977–1979 | Ambassadör |                                                 |
| David Wirmark          | 1979–1985 | Ambassadör |                                                 |
| Per Jödahl             | 1985–1989 | Ambassadör |                                                 |
| Anders Oljelund        | 1989–1993 | Ambassadör |                                                 |
| Thomas Palme           | 1993–1998 | Ambassadör |                                                 |
| Sten Rylander          | 1998–2003 | Ambassadör |                                                 |
| Torvald Åkesson        | 2003–2007 | Ambassadör |                                                 |
| Staffan Herrström      | 2007–2010 | Ambassadör |                                                 |
| Lennarth Hjelmåker     | 2010–2015 | Ambassadör |                                                 |
| Katarina Rangnitt      | 2015–2018 | Ambassadör |                                                 |
| Anders Sjöberg         | 2018–2022 | Ambassadör |                                                 |
| Charlotta Ozaki Macias | 2022–     | Ambassadör |                                                 |